# Burgwall von Kieve
Der slawische Burgwall von Kieve, einer Gemeinde im Landkreis Mecklenburgische Seenplatte, liegt gute 1,2 Kilometer nördlich des Ortes direkt an der Elde. Er ist einer von zahlreichen slawischen Burgwällen Deutschlands.
Der Burgwall besteht aus zwei Teilen: einer ovalen, circa 90 Meter großen Hauptburg und einem nach Nordosten vorgelagerten kleinen Burgwall von ungefähr 40 Metern Durchmesser. Beide Burgbereiche waren mittels einer Holzbrücke verbunden. Keramikfunde der Feldberger, Woldegker und Menkendorfer Ware datieren die Niederungsburg in die Zeit des 7. bis 11. Jahrhunderts.
Möglicherweise handelte es sich bei der Burg um einen Kultort der Müritzer. Nach Nordosten vorgelagerte kleinere Burgwälle zeigen bei den Slawen oft Kultstätten an. Ähnliche Tempelburgen gab es in Groß Raden, Plöwen und auf der Fischerinsel im Tollensesee bei Neubrandenburg. Dieser Burgentyp existierte in der mittelslawischen Zeit des 9. bis 11. Jahrhunderts.